# 伯恩維爾 (印第安納州)
伯恩維爾（英語：Byrneville）是位於美國印地安納州哈里森縣的一個非建制地區。